# 한스 베르거

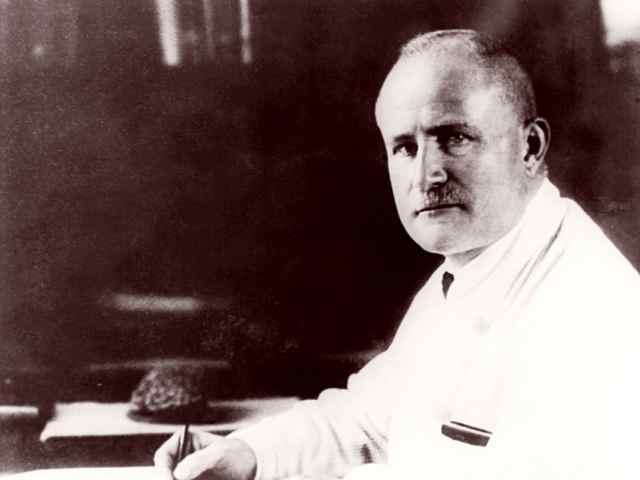
1920년경의 모습

한스 베르거(독일어: Hans Berger, 1873년 5월 21일 ~ 1941년 6월 1일)는 독일의 신경정신과학자이다. 뇌의 전기활동을 기록하기 위해 사용되는 방식의 하나인 뇌전도(EEG) 기법을 1924년에 발명했다. 또한 뇌파의 일종인 알파파(alpha wave)를 발견하기도 했다. 이 업적을 기리는 의미에서 알파파는 베르거파로도 불린다.

## 생애
1873년 독일 작센코부르크고타 공국의 노이제스(독일어: Neuses, 현 코부르크)에서 태어났고, 1892년 아비투어를 받은 뒤 예나 대학교의 수학과에 입학했다. 예나 대학에서 한 학기를 마친 뒤 학업을 그만두고 기병대에 입대하였는데, 훈련을 받던 중 타고 있던 말이 갑자기 몸을 일으키는 바람에 떨어져 말이 끌던 야포 앞으로 떨어진다. 다행히 동료가 말을 정지시켜 경미한 부상을 입는 것으로 끝난다. 이때 수 킬로미터 떨어진 곳에 있던 그의 여동생이 자신의 오빠가 위험에 처했다는 느낌을 받고 급히 전보를 보냈다고 한다. 1940년의 회고에 의하면, 이 사건으로 말미암아 텔레파시가 정말 존재하는지에 대한 의문을 품게 되어 전공을 의학으로 변경하는 계기가 되었다고 한다.
1897년 의대를 졸업하여 학위를 획득한 베르거는 예나 대학 병원의 정신과 및 신경과 과장인 오토 루드비히 빈스뱅거의 조수가 된다. 1906년에는 대학에서 강연을 시작하여 교수로서의 생활을 시작하고, 1912년에는 선임외과의가 되어 1919년 마침내 스승 빈스뱅거의 자리를 맡는다.

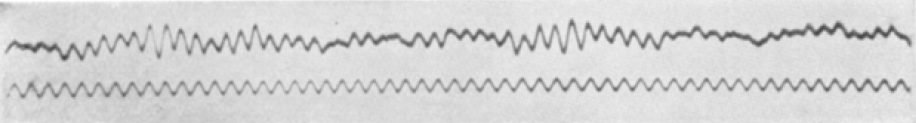
베르거가 발견한 뇌전도

이후 베르거는 뇌를 연구하다가 1924년 뇌에서 일정한 전기 신호가 나타남을 발견한다. 이를 실험적으로 검증하기 위해 베르거는 아들의 뇌에 전극을 부착하여 신호를 측정하고, 1929년 뇌의 전기신호를 측정한다. 이 발견은 당대 독일 학계로부터 의심의 눈초리를 받았는데, 1934년 영국의 전기생리학자 에드거 에이드리언이 베르거의 발견에 동조함에 따라 1937년에는 전 세계적인 인정을 받는다. 그 후로 뇌파 측정은 뇌전증 등을 진단하는 도구로 주목받는다.
하지만 1938년 심리학과 명예교수에 임명됨에 따라 연구를 더 이상 이어가지 못하게 되는데, 그가 나치와 사이가 좋지 않았기 때문에 강제로 은퇴할 수 밖에 없었다는 증언이 있다. 그러나 2005년 독일의 언론인이 베르거가 후임자를 위해 자리를 양보하고 선출위원회에 자발적으로 들어갔고, 그 후임자가 나치에 의해 강제적으로 해임되었다는 사실을 발굴하여 반론이 제기되었다. 또한 베르거가 반유대주의적 사상을 갖고 있었으며 슈츠슈타펠에 초청받아 1941년에 연구한 사실도 발굴되었다.
베르거는 1941년 6월 1일, 우울증과 피부병으로 고통받던 중 목을 매어 자살한다.